# كونزية باكسترية
كونزية باكسترية (الاسم العلمي:Kunzea baxteri) هي نوع من النباتات تتبع جنس الكونزية من فصيلة الآسية. تم وصف هذا النوع من النبات علمياً لأول مرة من قبل يوهانس كونراد شاور ويوهان فريدريش كلوتش سنة 1844.